# Fence (Literaturzeitschrift)
Die Literaturzeitschrift Fence wird sowohl in gedruckter Form als auch Online veröffentlicht. Sie widmet sich sowohl Neuerscheinungen als auch der Kritik von Materialien, die man experimentell oder auch avantgardistisch bezeichnen kann.

## Geschichte
Die Dichterin Rebecca Wolff gründete die Zeitschrift 1997 und die erste Ausgabe erschien 1998. Herausgeber der zweimal im Jahr erscheinenden Zeitschrift waren unter anderen Jonathan Lethem und Ben Marcus zuständig für Fiction, Matthew Rohrer und Caroline Crumpacker verantwortlich für Dichtung und Frances Richard, für Sachbücher zuständig. Der Sitz der Zeitschrift ist Albany, wo sie mit dem New York State Writers Institute an der University at Albany, The State University of New York zusammenarbeitet. Rebecca Wolff ist auch heute noch die verantwortliche Herausgeberin.
Das Schwestermagazin La Presse, herausgegeben von Cole Sweeny, publiziert zeitgenössische französische Dichtung in englischer Sprache. Der Buchverlag Fence Books hat eine Anzahl Werke von jüngeren, unkonventionellen Dichtern veröffentlicht. Ferner hat sich Fence mit Mc Sweenie's, Wave Books und Open City zusammengeschlossen, um bei bigsmallpress aus ihren Publikationen veröffentlichen zu können. Außerdem betreibt Fence einen Onlinedienst für Literaturkritik, The Constant Critic.